# Harpalejeunea subfenestrata
Harpalejeunea subfenestrata là một loài Rêu trong họ Lejeuneaceae. Loài này được (C. Massal.) A. Evans mô tả khoa học đầu tiên năm 1898.